# 哈羅鐵路
哈羅鐵路，是中国新疆一条連接哈密地區哈密市和巴音郭楞蒙古自治州羅布泊鎮的貨運鐵路，2012年11月29日建成通車。

## 歷史沿革
哈羅鐵路全長360公里，設計技術標準為國家Ⅱ級單線鐵路，內燃牽引，預留電化條件。工程總投資30.67億元人民幣，預計總工期兩年。2009年5月25日開工，2012年7月22日全线铺通。
規劃年輸送能力約為3300萬噸。鐵路近期主要滿足開發羅布泊鉀鹽的需要。沿線有哈密工業園、大南湖煤田等。中長期將與哈密—臨河鐵路相連，並在2023年开始延伸修建罗若铁路與格库铁路相接。
哈罗铁路开有通勤列车，为57371/2次、57373/4次、57375/6次列车，每月1、6、11、16、21、26日开行。